# Bürgermeisterei Kell
Die Bürgermeisterei Kell im Landkreis Trier im Regierungsbezirk Trier in der preußischen Rheinprovinz war eine Bürgermeisterei mit
5 Dörfern, 3 Höfen, 7 aus einzelnen Baracken bestehenden Etablissements, 2 Mühlen, welche 323 Feuerstellen und
2181 Einwohner hatten (Stand 1828).
Darin die Dörfer:
- Kell mit dem Hof Mühlscheid, den 3 Baracken Markborn, Laudenbach u. Rödelshütte, 1 Mühle, 113 Fst., 807 Einw.
- Heddert mit 24 Fst., 148 Einw.
- Waldweiler mit 41 Fst., 279 Einw.
- Schillingen mit den 2 Höfen Heid, 1 Kath. Pfarrkirche, 76 Fst., 436 Einw.
- Mandern mit 1 Mühle, 44 Fst., 327 Einw.

Die Baracken:
- Schwarzwald, Siebenborn, Klink und Altwies mit 25 Fst., 184 Einw.